# Mankells Wallander: Inkasso
Inkasso (schwedisch: Indrivaren) ist ein schwedisch-deutscher Fernsehfilm aus dem Jahr 2010.
Es handelt sich um die zwölfte Folge der zweiten Staffel, also die insgesamt fünfundzwanzigste Folge der schwedischen Kriminalserie Mankells Wallander mit Krister Henriksson in der Hauptrolle. Die Erstausstrahlung in Schweden fand am 16. Juni 2010 auf TV4 statt; die deutschsprachige Erstausstrahlung erfolgte am 12. Juni 2011 auf Das Erste.

## Handlung
Isabelle und Pontus beenden ihre Aspirantenphase und werden von Wallander ins Berufsleben verabschiedet. Isabelle sagt Pontus, dass sie sich orientierungslos fühlt und dass sie gerne erst einmal alleine eine Reise machen würde.
Eine junge Frau namens Therese Petterson wird in ihrer Wohnung überfallen und erschlagen. Es stellt sich heraus, dass Isabelle Therese kannte, weil sie Boxlehrerin in dem Boxclub war, in dem Isabelle trainiert. Der Mann auf einem Foto aus der Wohnung der Toten ist Fabian Lindberg, mit dem diese einen Monat vorher Schluss gemacht hat. Laut Gerichtsmedizin hat Therese den Täter gekratzt; es finden sich DNA-Partikel und ihren Fingernägeln. Außerdem war sie im dritten Monat schwanger.
Carlos Revera, einer der Trainer aus dem Boxclub, sagt aus, dass Therese Fabian Geld geliehen hat, weil dieser Spielschulden hatte, und ihn rausgeworfen hat, als sie dies nicht nochmal tun wollte. Er weiß nicht, wo Fabian wohnt; das wisse bestimmt Johann, Fabians Türsteherkollege im Club „Hologramm“. Laut Johann war Fabian den ganzen Abend über im „Hologramm“. In der Zwischenzeit trifft sich Johann mit seinen Gläubigern. Obwohl er ihnen noch Geld schuldet, braucht er neues Geld und bietet ihnen dafür Schmuck an.
In der Zwischenzeit fällt Katarina Ahlsell auf, dass ihre Tochter Hanna ein neues Handy – angeblich von ihrem Vater bezahlt – und einen neuen Freund namens Sebastian hat.
Wallander gegenüber erzählt Carlos von Fabians Spielschulden und dass Therese Schmuck zuhause hatte, den sie von ihrer Mutter geerbt hat, sowie ein Kästchen mit über 60.000 Kronen bei sich zuhause versteckt hat, die sie mit Schwarzarbeit verdient hat. Von der Schwangerschaft zeigt sich Carlos jedoch überrascht.
Er gibt Wallander den Tipp, dass Fabian heute auf einer Gala sein könnte. Auf dieser Gala findet ein Boxkampf statt. Als Isabelle und der Boxer Patrik Lippowski sich sehen, schauen sich beide lange an. Als Fabian Wallander und Martinsson sieht, ergreift er die Flucht. Wallander kann Fabian in der Boxhalle stellen. Nach dem Kampf verlässt Isabelle die Boxhalle und wird von Patrik Lippowski verfolgt, der sie Rebekka nennt. Als Wallander Fabian befragt, verstrickt dieser sich in Widersprüche und Ausflüchte; von der Schwangerschaft wusste er anscheinend nichts. Isabelle will Pontus nicht sagen, warum Patrik Lippowski sie Rebekka nannte.
Als Katarina mit ihrem Ex-Mann Henrik telefoniert, erfährt sie, dass er Hanna kein neues Handy bezahlt hat. In Hannas Zimmer entdeckt Katarina mehrere Handys, die Hanna versteckt hat.
In der Zwischenzeit findet Pontus ein Eintrag von Patrik Lippowski im Polizeicomputer. Vergeblich versucht Pontus, bei Isabelle anzurufen. Inzwischen findet Patrik Lippowski über Isabelles Autokennzeichen ihre Telefonnummer und Adresse heraus und lässt sich von seinem Bruder Leo hinfahren. Als er auf Isabelles Mailbox spricht und sie nicht rangeht, klingelt er an ihrer Tür. In der Zwischenzeit fährt Pontus zu Isabelle und stellt Patrik zur Rede. Leo besteht darauf, wegzufahren. Isabelle erzählt Pontus, dass sie mit 16 mit Patrik zusammen war und er noch nicht verstanden hat, dass Schluss ist. Isabelle will nicht, dass Patrik rausfindet, dass sie jetzt bei der Polizei ist.
Wallander ist überzeugt, dass Fabian in Thereses Wohnung war, was Fabians Handydaten nicht direkt hergeben. Wallander meint, dass Fabian Johann über ein Prepaid-Handy angerufen hat, weil er ein Alibi gebraucht hat, woraufhin Katarina Fabian für weitere 72 Stunden festhalten lässt.
Katarina sucht Wallanders Rat in Bezug auf die Handys, die sie bei Hanna gefunden hat. Wallander erzählt ihr, dass am Donnerstag zuvor mehrere Kisten aus einem LKW gestohlen wurden; der Täter hat anscheinend seine Chance genutzt, ohne zu wissen, was in den Kisten drin ist.
Isabelle trifft sich mit Patrik in einem Café und besteht darauf, dass dies das letzte Treffen ist. Im Unterschied zu Isabelle ist Patrik der Meinung, das zwischen den beiden noch etwas ist. In der Zwischenzeit macht Leo Pontus gegenüber Andeutungen, dass Isabelle ein paar dunkle Flecken in ihrer Vergangenheit hat. Isabelle  bittet Patrik, loszulassen. Als Pontus verlangt, dass Patrik Isabelle in Ruhe lassen soll, greift Leo ein und fährt mit Patrik davon. Isabelle gibt Pontus gegenüber zu, dass sie einmal Drogen ins Gefängnis geschmuggelt hat; darüber hinaus will sie die Sache alleine regeln.
Wallander befragt Sebastian zu den gestohlenen Handys und plädiert, dass Sebastian dem Ladenbesitzer die Handys zurückgeben soll, worauf dieser bestreitet, die Handys selber gestohlen zu haben, und Hanna die Schuld gibt.
Wallander ist der Meinung, dass Fabian aus Angst nicht erzählt, wer Therese getötet hat, und er ihn nochmal sehen wird, weil er ihm noch Geld schuldet. Jetzt, wo Fabian frei ist, will Leo Ystad verlassen und nach Stockholm. Gleichzeitig beschließen er und Patrik, Fabian endgültig auszuschalten, damit er der Polizei nichts verrät.
Wallander verlangt inzwischen von Hanna, mit ihrer Mutter die Sache mit den Handys zu klären.
Als Fabian mit Carlos sprechen will, presst dieser aus Fabian die Information heraus, dass Patrik Therese umgebracht hat. Pontus und Svartman beobachten Fabian und fahren ihm hinterher. Fabian trifft sich mit seinen Gläubigern. Pontus und Svartman erkennen in einem von ihnen den Hehler Knubbis wieder. Leo droht Isabell, ihre Vergangenheit zu offenbaren. Im Fitnesscenter treffen Patrik und Fabian aufeinander, aber ohne dass Patrik Fabian umbringt. Patrick ruft bei Isabelle an und erzählt, dass er von Leo weg will, er noch etwas für ihn tun soll und jetzt nicht weiter weiß; Isabelle gewährt ihm die Bitte, ihn noch ein letztes Mal zu sehen. Als Patrik zu Isabellewill, wird er erschossen. Nyberg findet bei ihm eine Pistole mit abgeklebtem Griff; anscheinend war er da, um jemand zu töten. Pontus berichtet, wie er und Svartman gesehen haben, dass er im Fitnesscenter von Fabian Geld gekriegt hat und anscheinend mit dem Mord an Therese zu tun hatte. Nyberg ermittelt als Tatwaffe eine SIG Sauer P226, wie sie auch von der Polizei benutzt wird. Wallander bittet Pontus, herauszufinden, wie viele Polizeiwaffen gestohlen wurden. Isabelle gesteht Pontus, dass ihre Dienstwaffe weg ist. Pontus besteht darauf, dass sie Wallander die Wahrheit sagen soll, sonst würde er es tun. Nachdem sie Wallander eine Nachricht auf die Mailbox gesprochen hat, wird sie von Leo angegriffen. Als Pontus an ihrer Adresse vorbeikommt und Leos Auto sieht, klingelt er an Isabelles Wohnung, wo Leo auf ihn schießt. Inzwischen ruft Pontus seine Kollegen und erzählt Wallander, dass Isabelle und Patrik sich kannten; Pontus glaubt nicht, das sie ihn umgebracht hat. Leo verlangt von Wallander, die Polizisten zurückzuziehen, was dieser auch tut. Von Isabelle will er ein Geständnis, wie sie Patrik umgebracht hat. Als Wallander auf seinem Handy anruft, nutzt Isabelle diesen Moment zunächst erfolglos zur Gegenwehr, bis Wallender, Martinsson und Pontus eingreifen.
Carlos gesteht, Patrik umgebracht zu haben, um so Thereses Tod zu rächen. Er hatte Isabelles Waffe an sich genommen, als Isabelle zuletzt bei ihm trainiert hatte.
Hanna sagt ihrer Mutter, sie hätte die Handys gestohlen, weil Katarina sie und ihren Bruder gezwungen hat, nach Ystad zu kommen.
Wallander berichtet Katarina, Carlos hätte die Tatwaffe entsorgt und würde sich weigern zu sagen, wo er sie entsorgt hat. Katarina ahnt, dass Carlos Isabelles Waffe benutzt hat, und vertritt die Meinung, dass man sie nicht schonen kann, nur weil sie zur Polizei gehört. Wallander lenkt das Gespräch auf Hanna und meint, dass man manchmal diejenigen beschützt, die man liebt. Zu Isabelle sagt er, dass es ihn nicht interessiert, was vorher war, er sich aber nur ärgert, dass sie nicht gleich zu ihm gekommen ist; Pontus habe gelogen, weil er mehr als loyal war. Isabelle bittet Wallander um Verzeihung. Zu Pontus sagt er, dass es so falsch war, was er getan hat, er sich aber wünschen würde, jeder Polizist hätte einen Kollegen wie ihn.

## Kritiken
„Routinierter (Fernsehserien-)Krimi aus der Wallander-Reihe, der den Fokus auf die jungen Kollegen des bärbeißigen Fahnders richtet, die sich auf ein gewagtes Spiel einlassen. - Ab 14.“